# Stanisław Jagiełło

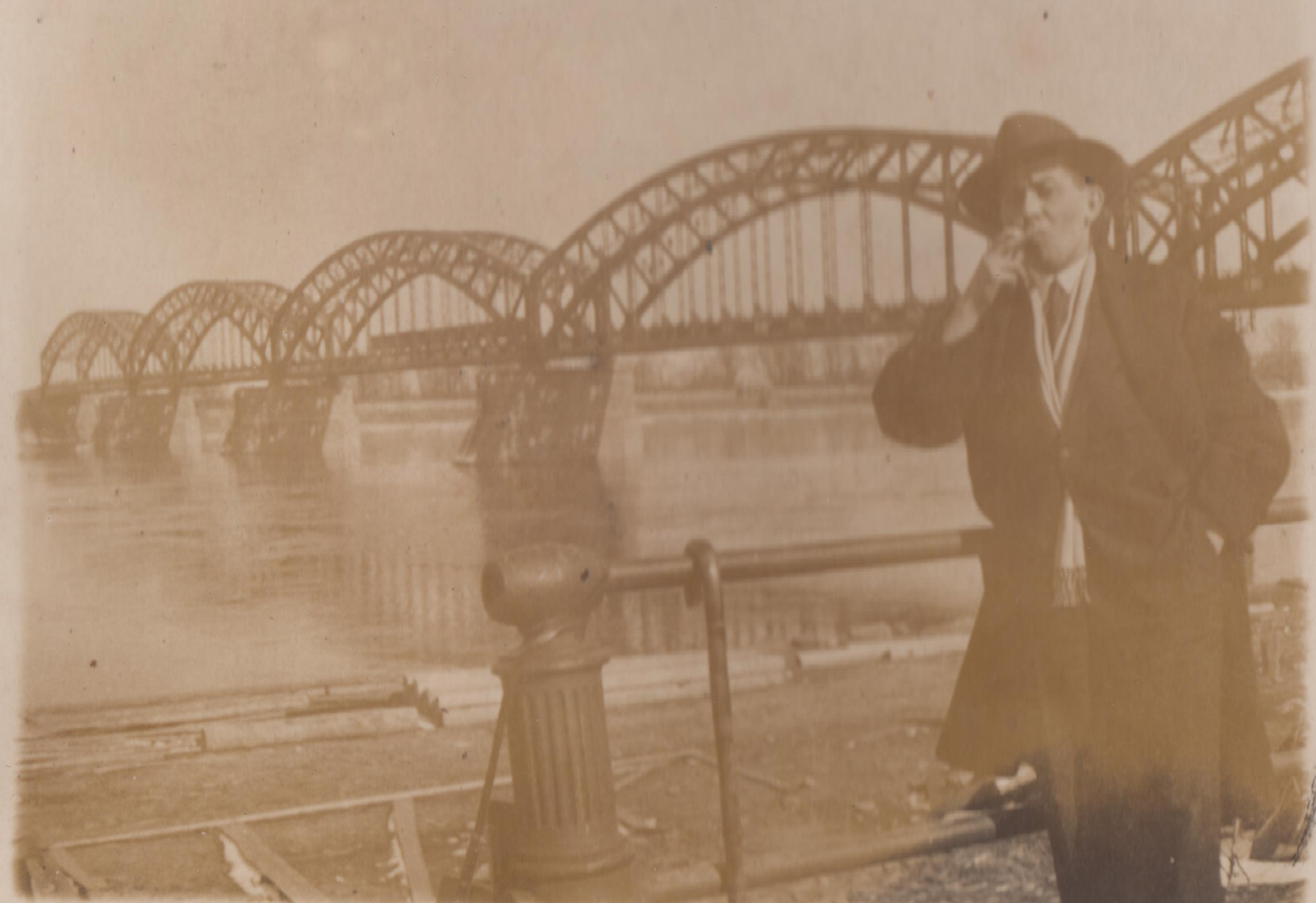
Stanisław Jagiełło w l. 30 na Wybrzeżu Kościuszkowskim w Warszawie

Stanisław Jagiełło, ps. Szuwara, Granat, Czarny, Klon (ur. 3 listopada 1905 w Godzianowie, zm. 26 lutego 1995) – polski dziennikarz i działacz ludowy, poseł na Sejm Ustawodawczy (1947–1952), podpułkownik Wojska Polskiego, komendant Okręgu Kielce Batalionów Chłopskich.

## Życiorys
Urodził się jako syn rolników Józefa i Wiktorii. W 1927 uzyskał średnie wykształcenie, kończąc naukę w szkole w Skierniewicach. Pracował jako urzędnik. Pomiędzy lipcem 1928 a lipcem 1929 odbywał szkolenie wojskowe w ramach Dywizyjnego Kursu Podchorążych Rezerwy Piechoty w Tomaszowie Mazowieckim. W latach 1929–1933 pracował jako sekretarz pisma „Wyzwolenie”, później w tej samej funkcji w „Przewodniku Gospodarczym” Centralnego Towarzystwa Organizacji i Kółek Rolniczych (do 1939). Współredagował „Młodą Myśl Ludową” (1935–1939). Aktywny w ruchu ludowym: w latach 1928–1931 należał do PSL „Wyzwolenie”, aby od 1931 być członkiem Stronnictwa Ludowego. Należał do Zarządu Mazowieckiego Związku Młodzieży Wiejskiej.
Brał udział w kampanii wrześniowej w ramach 33 Dywizji Piechoty jako dowódca kolumny amunicyjnej. W kwietniu 1940 z polecenia CKRL osiadł na Kielecczyźnie. W sierpniu 1940 opracował pierwszą instrukcję organizacyjną Batalionów Chłopskich. Jesienią tego roku objął funkcję komendanta Okręgu Kielce tej organizacji i sprawował ją do końca okupacji. Należał do komitetu redakcyjnego agencji Ziemia, która była organem prasowym kierownictwa Stronnictwa Ludowego „Roch” i Komendy Okręgu BCh. Był organizatorem komórek Kierownictwa Walki Cywilnej na terenie województwa kieleckiego. Organizował także sądy podziemne.
Po wojnie kontynuował działalność w Związku Młodzieży Wiejskiej. W 1945 przystąpił do PSL, z listy którego został w 1947 wybrany na posła z okręgu Częstochowa. Dwa lata później, jesienią 1949, znalazł się wśród członków ZSL. W 1949 pracował krótko jako redaktor „Chłopów i Państwa”. Od 1950 do 1970 był redaktorem w „Zielonym Sztandarze”, a w latach 1950–1951 redaktorem naczelnym tego pisma. Był członkiem Głównego Sądu Partyjnego ZSL i Rady Naczelnej ZBoWiD. W 1982 wszedł w skład Społecznego Komitetu Budowy Pomnika Wincentego Witosa w Warszawie, który został odsłonięty w 1985.
Pochowany wraz z Marianną Jagiełło (1914–2001) na cmentarzu Powązki Wojskowe w Warszawie (kwatera A3 tuje-2-24).

## Ordery i odznaczenia
- Krzyż Komandorski Orderu Odrodzenia Polski
- Krzyż Partyzancki
- Order Krzyża Grunwaldu III klasy
- Odznaka Grunwaldzka

## Publikacje
- Kryptonim „Telegraf”: z dziejów Batalionów Chłopskich na Kielecczyźnie, Ludowa Spółdzielnia Wydawnicza, Warszawa 1979

## Upamiętnienie
Nazwisko Stanisława Jagiełły umieszczono w Panteonie Chłopów Polskich w sanktuarium w Kałkowie-Godowie.
5 października 1989 minister obrony narodowej wyróżnił go wpisem do Honorowej Księgi Czynów Żołnierskich.